# Pericyma rufescens
Pericyma rufescens är en fjärilsart som beskrevs av W. Warren 1913. Pericyma rufescens ingår i släktet Pericyma och familjen nattflyn. Inga underarter finns listade i Catalogue of Life.